# 395 î.Hr.

## Nașteri
- dată necunoscută: Praxiteles sculptor grecesc antic (d. 330 î.Hr.)
- dată necunoscută: Scopas  (d. 350 î.Hr.)